# David Burke (Schauspieler, 1934)
David Burke (* 25. Mai 1934 in Liverpool) ist ein britischer Schauspieler.

## Leben
David Burke studierte an der Royal Academy of Dramatic Art und begann danach als Theaterschauspieler aufzutreten. Er wirkte unter anderem als Ensemblemitglied in der Royal Shakespeare Company und verkörperte den Physiker Niels Bohr in der Uraufführung des Theaterstücks Kopenhagen. Ab 1963 wirkte Burke auch an diversen Fernsehserien mit, sein erster Kinoauftritt erfolgte 1964 in Verführen will gelernt sein..., einer Filmkomödie.
Bekanntheit erlangte Burke unter anderem durch seine Darstellung des Dr. Watson in den ersten beiden Staffeln der von Granada Television produzierten Fernsehreihe Sherlock Holmes in den Jahren 1984 und 1985. Er stieg zum Ende des Jahres 1985 nach insgesamt 13 Folgen aus, um mehr Zeit mit seiner Familie zu verbringen. Ebenfalls wollte er ein Theaterangebot annehmen. Er selbst schlug Edward Hardwicke als Nachfolger für die Holmes-Serie vor, da Granada die Serie weiter produzieren wollte. Werner Ehrlicher synchronisierte Burke in dieser Serie, ansonsten hatte er nie einen festen deutschen Synchronsprecher.
Auch im neuen Jahrtausend betätigte sich Burke noch als Schauspieler und wirkte an Serien wie Inspector Barnaby, Agatha Christie’s Poirot oder Spooks – Im Visier des MI5 als Gaststar auf. Im März 2012 erschien in Deutschland Die Frau in Schwarz, ein Hammer-Horror-Film mit Daniel Radcliffe in der Hauptrolle. Burke übernahm darin die Rolle des PC Collins.
Burke ist seit 1971 mit der Schauspielerin Anna Calder-Marshall (* 1947) verheiratet. Ihr gemeinsamer Sohn Tom Burke (* 1981) ist ebenfalls Schauspieler. In einer Episode von Inspector Lynley standen sie 2004 gemeinsam vor der Kamera.

## Filmografie (Auswahl)

### Fernsehserien
- 1963: Mit Schirm, Charme und Melone (The Avengers, Fernsehserie, Folge 3x05 Ein einfacher Soldat)
- 1963–1966: Coronation Street (5 Folgen)
- 1965: Sherlock Holmes (Folge 1x08)
- 1966: A Game of Murder (6 Folgen)
- 1966: Der Baron (The Baron, Folge 1x19)
- 1968: The Champions (Folge 1x12)
- 1971: The Guardians (8 Folgen)
- 1975–1979: Crown Court (10 Folgen)
- 1982–1983: Nanny (5 Folgen)
- 1983: Reilly, Spion der Spione (Reilly, Ace of Spies, Miniserie, 2 Folgen)
- 1983: Spionageschiff (Spyship, Miniserie, 5 Folgen)
- 1984–1985: Sherlock Holmes (13 Folgen)
- 1993/2002: Casualty (Fernsehserie, 2 Folgen)
- 1994: Space Cops – Tatort Demeter City (Space Precinct, Folge 1x08)
- 1995: Agatha Christie’s Poirot (Folge 6x02)
- 1998: The Bill (2 Folgen)
- 2002: Waking the Dead – Im Auftrag der Toten (Waking the Dead, 2 Folgen)
- 2004: Inspector Lynley (The Inspector Lynley Mysteries, 2 Folgen)
- 2005: Dalziel und Pascoe – Mord in Yorkshire (Dalziel and Pascoe, 2 Folgen)
- 2005: Spooks – Im Visier des MI5 (Spooks, Folge 4x08)
- 2005: Inspector Barnaby (Midsomer Murders, Folge 8x9: Melodie des Todes, Midsomer Rhapsody)
- 2014: Die Musketiere (The Musketeers, Folge 1x06 Kampf um den Thron)
- 2016: Inspector Barnaby (Midsomer Murders, Folge 19x1: Das untote Dorf, The Village That Rose From The Dead)
- 2016: Heartbeat (2 Folgen)

### Filme
- 1964: Verführen will gelernt sein... (Rattle of a Simple Man)
- 1981: The Man Who Saw Tomorrow
- 1994: Mesmer
- 1996: Was ihr wollt (Twelfth Night: Or What You Will)
- 2002: Bertie and Elizabeth (Fernsehfilm)
- 2010: Liebe, oder lieber doch nicht (Love & Distrust)
- 2012: Die Frau in Schwarz (The Woman in Black)
- 2016: Der junge Messias (The Young Messiah)
- 2018: Only the Lonely (Kurzfilm)